# Broadway Boogie-Woogie
Broadway Boogie-Woogie es una pintura por Piet Mondrian terminada en 1943, poco después de su traslado a Nueva York en 1940. Comparado con sus trabajos más tempranos, la tela está dividida en un número más grande de cuadrados. A pesar de ser un trabajo abstracto, esta pintura está inspirada en un ejemplo del mundo real: la cuadrícula de la ciudad de Manhattan, y el Broadway boogie woogie, música que a Mondrian le encantaba bailar. La pintura fue comprada por la escultora brasileña Maria Martins por el precio de 800 dólares en la Valentine Gallery de Nueva York, después de que Martins y Mondrian exhibieran allí en 1943. Martins más tarde donó la pintura al Museo de Arte Moderno de Nueva York.